# Като, Митио
Като Митио (яп. 加藤道夫; 18 октября 1918 года — 22 декабря 1953 года) — японский писатель-постмодернист, драматург.

## Биография
Митио Като родился 18 октября 1918 года в префектуре Фукуока. Когда будущему писателю исполнилось три года, семья переехала в Токио. Учился в Университете Кэйо, где изучал английский язык и литературу. Среди студентов университета были Хироси Акутагава (драматург, сын  Рюноскэ Акутагавы), Харуко Сугимура и Юкио Мисима, вместе с которыми Като стал членом труппы знаменитого японского литературного театра «Бунгакудза».
Одним из наиболее известных его произведений принято считать фантастическую пьесу-сказку «Наётакэ», впервые опубликованную в 1946 году в журнале «Мита бунгаку». Это пересказ старинной японской притчи о резчике бамбука, о единении человека с Природой, Добром, Красотой.
Митио Като привнёс много новаторского в театральную драматургию и режиссуру. В 1953 году Като покончил жизнь самоубийством путём повешения.

## Творчество
Като много писал для радио и был автором переводов Геродота, Вильяма Сарояна, Альбера Камю и Жан-Поль Сартра. Однако национальную известность Като Митио принесла пьеса «Наётакэ», которая преподнесла нечто новое в направление сингэки сразу после Второй мировой войны.
Актёры театра кабуки впервые поставили его пьесу «Наётакэ» лишь в 1951 году в драматическом театре Бунгакудза, где работал и сам Като. «Наётакэ» — это история чистой юношеской любви. История Фумимаро, молодого аристократа, восходит к древней истории X века о резчике бамбука и его дочери — «Повесть о старике Такэтори».
Пьеса показывает сложную схему его безнадежной любви к служанке Наётакэ, которая была дочкой резчика. Злой советник,
замысливший отослать отца Фумимаро далеко из столицы, похищает Наётакэ и оставляет её за пределами его досягаемости. Фумимаро безутешно бродит по туманной бамбуковой роще и видит её как призрака, принцессу, рождённую бамбуком, который был принесён на землю вестником с луны. Фумимаро отправился на Юг Японии, где территории не были освоены.
Там он и пишет историю про дочь резчика бамбука.
Като использовал несколько драматургических решений, сочетание которых сделало пьесу запоминающейся в истории сингэки: особый классический язык, постоянный возвышенный стиль, патетичность речи, немного хоровой декламации. Для японского зрителя в мрачный послевоенный период, пьеса, герой, которой пытается осуществить свою мечту, который проходит через внутренний путь осознания себя самого, кажется, имеет примесь трагедии, вымысла и надежды, на которую они смогут глубоко отреагировать.
Пьеса «Наётакэ» была восстановлена и заново поставлена в Новом Японском Государственном Театре в 2000 году под редакцией Кимуры Коити, одного из выдающихся режиссёров сингэки.